# Palencia (provins)
Palencia är en provins (173 454 invånare, 2008) i norra Spanien, i den autonoma regionen Kastilien och Leon. Huvudorten i provinsen heter också Palencia.